# Mode text
|  | No s'ha de confondre amb Interfície de text. |

En ciències de la computació, el mode de text pot designar diverses coses segons el context (accés a un fitxer, mode de funcionament d'una targeta gràfica, principi d'interfície home-màquina, etc...). Aquest article tracta principalment del mode de text d'una targeta gràfica.
El mode de text (d'una targeta gràfica), a diferència del mode gràfic, és un tipus de visualització en pantalla que consisteix només en caràcters. El seu propòsit principal és la implementació d'entorns basats en una interfície de text, sent d'altra banda, aquest últim concepte d'Interfície d'usuari, més ampli.

## Principi
El mode de text es va crear amb els inicis d'informatització. El principi rau en el concepte que una pantalla o un full de paper es pot considerar com una graella, en la qual cada quadrat permet visualitzar una lletra o un caràcter semimètric .
Això, en principi, prohibeix la visualització d'imatges, però requereix menys memòria per representar un text i proporciona una alineació vertical de text de facto.
Amb aquest principi, es pot determinar el color d'un punt d'una manera molt senzilla i immediata, a partir dels números de columna i de línia del píxel i del dibuix del caràcter que es mostra en aquest quadre, sense cap altra forma de processament o càlcul..

## Història

### Història dels PC

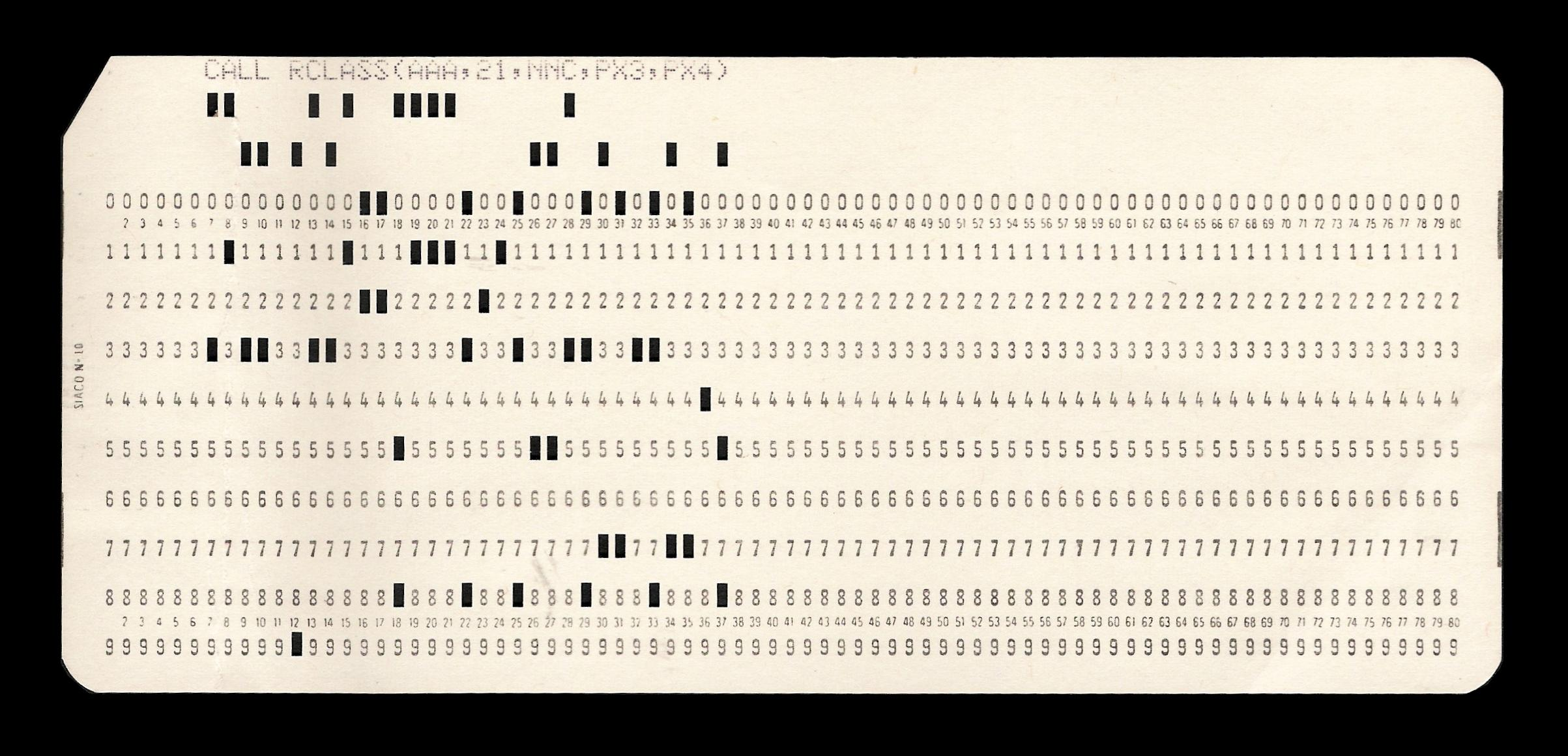
Codificació de text en 80 columnes.

Al començament del segle XX segle, el mode de text es va convertir de facto en normalitzar les targetes perforades de 80 columnes, numerades de 1 a 80.
Els estàndards més famosos de mode text eren l'adaptador monocromàtic i la targeta gràfica Hercules. Una pantalla de caràcters de text consta de 40 o 80 columnes i cada ordre o acció genera un retorn de carro. Quan la línia arriba a la part inferior de la pantalla, totes les línies es desplacen un pas cap amunt i la nova línia es troba a la part inferior de la pantalla. (Desplaçament)
Una pantalla d'ordinador compatible amb PC pot acceptar 25, 43 i 50 línies i 40 o 80 columnes, segons el mode de text seleccionat, - això permet una pantalla màxima de 80 × 50 = 4000 caràcters a la pantalla; aquests poden tenir diferents colors (per exemple, 16 colors + parpellejar) en diferents fons (16 colors). D'altra banda, el sistema fixa la trama i la persecució (l'amplada) dels personatges.
El mode de text no permet mostrar imatges digitals, excepte per mitjans molt desviats, com ara art ASCII. Aquest mètode s'utilitza comunament en els ordinadors PC compatibles durant els anys 1980 fins al de Windows tenen prioritat sobre MS-DOS. Els Mac, dissenyats originalment com amb una interfície gràfica, van adquirir terminals només de text amb el llançament de Mac OS X, que ara és un sistema Unix, que funciona amb maquinari compatible amb PC.

### Modes de text genèrics
LEls modes de text disponibles són una característica de la targeta gràfica utilitzada. Diversos estàndards coexistits en compatibles amb l'IBM PC :
| Text res. | Mida de carècter | Resolució Gràfica | colors     | adaptadors                    |
| --------- | ---------------- | ----------------- | ---------- | ----------------------------- |
| 80 × 25   | 9 × 14           | 720 × 350         | Text B & W | MDA, Hercules                 |
| 40 × 25   | 8 × 8            | 320 × 200         | 16 colors  | CGA, EGA                      |
| 80 × 25   | 8 × 8            | 640 × 200         | 16 colors  | CGA, EGA                      |
| 80 × 25   | 8 × 14           | 640 × 350         | 16 colors  | EGA                           |
| 80 × 43   | 8 × 8            | 640 × 350         | 16 colors  | EGA                           |
| 80 × 25   | Setembre 16 ×    | 720 × 400         | 16 colors  | VGA                           |
| 80 × 30   | 8 × 16           | 640 × 480         | 16 colors  | VGA                           |
| 80 × 50   | 9 × 8            | 720 × 400         | 16 colors  | VGA                           |
| 80 × 60   |                  |                   | 16 colors  | Super VGA compatible amb VESA |
| 132 × 25  |                  |                   | 16 colors  | Super VGA compatible amb VESA |
| 132 × 43  |                  |                   | 16 colors  | Super VGA compatible amb VESA |
| 132 × 50  |                  |                   | 16 colors  | Super VGA compatible amb VESA |
| 132 × 60  |                  |                   | 16 colors  | Super VGA compatible amb VESA |

### Història de la multimedia
Aquest concepte ha estat sobretot utilitzat per les tecnologies Minitel, Teletext, i Vidéotext.
Aquestes tecnologies feien un ús intensiu dels caràcters semi-gràfics.

## Usos
Si les interfícies gràfiques s'han convertit en una referència amb entorns de treball com Windows o X Window, l'existència de programari útil i pràctic sense equivalent en mode gràfic ha continuat a través de terminals virtuals com ara xterm, rxvt i la finestra en què Windows llança els executables compilats en mode de consola (com cmd.exe) que reprodueixen el funcionament de terminals físics en una finestra de la pantalla.
Els programes basats en text més utilitzats són actualment els terminals: interfícies de només text, obertes directament a la màquina amfitrió, simulades en una interfície gràfica.

### Entorn de línia d'ordres
A causa de la seva flexibilitat per escriure scripts d'ordres en particular, el mode de text continua sent molt utilitzat pels usuaris dels sistemes Unix, especialment gràcies al desenvolupament de GNU / Linux. De fet, a causa de la baixa complexitat i la petita quantitat d'informació transmesa en una direcció o en l'altra en enviar comandes a l'ordinador i les respostes, la reactivitat d'una màquina fins i tot controlat remotament - està fora de proporció amb el d'un sistema d'energia equivalent però obligat a dedicar una part, sovint important, als seus recursos a la visualització de la interfície gràfica. Això explica l'elecció de molts administradors de llocs web per utilitzar distribucions en blanc de GNU / Linux de qualsevol interfície gràfica, per haver assignat contingut de memòria només allotjat, el manteniment dels servidors que es realitzen mitjançant línies de comandament.

### BIOS
També s'utilitza quan l'ordinador arrenca i comença a utilitzar el BIOS per mostrar l'avanç de la inicialització dels perifèrics i per ajustar la configuració.

### Pantalla blava
És també utilitzat per les pantalles blaves de Windows